# 勇士
勇士（ゆうし）とは、勇敢な者や勇猛な者に対する社会的な称号。実在・架空問わず英雄視されている人物あるいは集団を指すことが多い。『和漢三才図会』では、甲冑武者が虎を相手にする画と共に説明が記述され、対義語として、「怯士」と記し、「俗に臆病者のこと」とする。

## 概要
日本では、戦国時代、真田幸村とともに活躍したとされる真田十勇士、尼子十勇士などのように実在か架空かを問わず英雄視されている人物を指すことが多い。戦前の日本では、軍の士気と規律を高揚させるために爆弾三勇士の活躍を喧伝させることもあり、しばしば偶像化の対象として勇士の概念が用いられる。傷痍軍人の名誉を保つため、彼らを「傷痍の勇士」と呼ぶことも行われた。
勇士に関する記述自体は、『日本書紀』の時点で見られ、一例として、壬申の乱時に活躍した大分稚臣の記事が挙げられる（勇士である大分君稚臣が鎧を重ね着して、弓矢に射られつつ、敵陣に突入したという内容）。また、前述している『和漢三才図会』の図のように、勇士とは必ずしも対人・戦争の場に限らず、どう猛な獣を相手にする場合でも例に引かれる（ただし、状況にもよるが、現代倫理上、闘牛士や熊殺しといった行為は必ずしも賞賛されるとは限らない）。

## 兵法書における分類
上泉信綱伝の『訓閲集』（大江家の兵法書を戦国風に改めた兵書）巻六「士鑑･軍役」の「軍士働きの事」の項目には、「一、勇士に三段あり、謀（はかりごと）をめぐらし、大敵を亡（ほろ）ぼすを上勇という。義を見ては忠を忘れて死し、忠を見て義を捨てて死し、言、耳に逆（さから）えば、死を顧みず、一時の怒りを散ずるは中勇なり。怒るまじきことに怒って、死を忘れ、及ばざることを思って、そのこと叶わざれば、死をもって高名とす。これ下勇なり。諸士、皆、上勇を心がけて忠を成すべきことなり」と記述されており、新陰流軍学では、勇士の中でも自害をして高名とする行為は、下勇と明記している。

## ことわざ
- 「勇士は轡（くつわ）の音に目を覚ます」 - 武士のたしなみ
- 「勇士はその元を喪（うしな）うを忘れず」 - 勇士は命を捨てる覚悟を常に持っている（『孟子』）
- 「勇士はへつらえる如し」 - 勇士の君に対する態度がうやうやしく、武勇を振るう時とは別人に見え、一見するとへつらって見える（『源平盛衰記』20巻）

## 備考
- 勇の分類は古くから認識されており、一例として、北条氏照は、「斉の宣王が勇気を大事にすることについて、孟子に問うと、孟子は、思慮分別のない血気にはやる小勇について語り、こういう者は1人を相手とするものだと答えた（『梁恵王』下）」と例を述べた上で、「大勇は仁と義から起こるものであり、小勇は血気にはやるところから生まれる」と語り、小勇である兵法家の兎角という人から学ばなかった[2]。
- 日本戦国期の認識としては、一例として、小田原征伐の際、八王子城に籠城した北条方の武将の檄として、「勇士の道はどんな場合でも自分の名の汚れる事を恥とするのがならいである」として忠義を求める場面があり、また、「勇士は義を第一に考え、名を最も重んずるものである」と述べ、名誉と不可分としている[3]。
- 『葉隠』（山本常朝）の主張として、聞書第一・47には、道（聖賢）とは非を知ることとして傲慢な態度を戒めるが、「武辺に関しては別である。大傲慢になって自分は日の本無双の勇士だと思わなければ武勇を現すことは難しい。武勇を現す気位はそのようなものだ」として口伝・心構えを残す。また聞書第二・224には、「古来の勇士は多くが奇行者である」とし、「気力と勇気があった」とした上で、「最近の者は気力が弱いので奇行は行えないのだ。気力は劣ったが人柄は増した。勇気は別の話だ」と、勇士には奇行者が多く、太平の若者は無気力と指摘している（否定している訳ではない）。ただし『葉隠』は佐賀藩の秘書（禁書）であり、武士道の主流でもなければ、一般認識でもない（「葉隠」の内容参照）。
- 中国の故事から奇計をもって勇士を自滅させることを「二桃三士を殺す」（斉に3人の勇力の士＝勇士力士がいたが功を誇って我儘であり、功の大きい者2人に桃を与えるとしたところ、互いに主張を言い合い、1人の功を聞き、2人自殺し、1人食うのを良しとせず、残り1人も潔く死んだ）という[4]（「梁父吟」も参照）。
- 「勇力の士」（『晏子春秋』）以外にも、類語・類義語として、「勇功の士」がある[5]。